# Roggebotsluis (sluis)
De Roggebotsluis is een voormalige sluis in de gemeente Dronten tussen het Drontermeer en het Vossemeer. De sluis lag nabij het gehucht Roggebotsluis en was vernoemd naar een vroeger in deze omgeving gelegen zandbank die Roggebot heette. Deze voormalige zandbank ligt nu in de polder Oostelijk Flevoland en werd na de drooglegging vanaf 1958 bebost door Staatsbosbeheer. 
Over de sluis liep via een brug de N307. In 2023 is de sluis verwijderd en is de brug vervangen door de Roggebotbrug. De functie van de sluis is overgenomen door de zuidelijker gelegen Reevesluis.
In de sluis met 10 deuren zijn in 2016 de vier houten binnendeuren vervangen door stalen exemplaren. In 2020 werden de vier stormvloeddeuren vervangen door stalen deuren. In 2024 werd de laatste twee houten deuren voorzien van twee onderhoudsvrije sluisdeuren van licht en sterk beton met piepschuim.
Friese sluis · 
Hoge Knarsluis · 
Houtribsluizen · 
Ketelsluis · 
Lage Knarsluis · 
Naviduct Krabbersgat · 
Noordersluis · 
Reevesluis · 
Roggebotsluis · 
Vaartsluis · 
Voorstersluis · 
Urkersluis · 
Zuidersluis